# Seville (Georgia)
Seville statisztikai település az USA Georgia államában, Wilcox megyében. Lakosainak száma 197 fő (2020. április 1.).

## Népesség
A település népességének változása:

| 2010 | 202 |
| 2020 | 197 |